# Obanos
Obanos es un municipio español de la Comunidad Foral de Navarra, situado en la merindad de Pamplona, en la comarca de Valdizarbe y a 21 km de la capital de la comunidad, Pamplona. Su población en 2024 fue de 910 habitantes (INE).
Inicialmente adscrita a la zona no vascófona por la Ley Foral 18/1986, en 2017 el Parlamento navarro aprobó el paso de Obanos a la Zona mixta de Navarra.

## Geografía
Limita por el norte con Legarda, por el este con Muruzábal, Enériz y Añorbe, por el sur con Artajona y Mendigorría y por el oeste con Puente la Reina. Está atravesado el lugar por el río Robo que, procedente de la Sierra del Perdón, atraviesa Valdizarbe para desaguar en Puente la Reina.
Obanos tiene cuatro barrios: San Juan, San Lorenzo, San Martín y San Salvador.

## Historia
Apenas hay breves menciones al lugar siendo la primera del año 978 cuando el rey Sancho Garcés II de Pamplona, Sancho Abarca, concede al monasterio de San Pedro de Siresa, en Aragón, el diezmo de la sal de "Obano". En el año 1092 se conoce que las rentas de su iglesia estaban asignadas a los canónigos de la Catedral de Pamplona formando parte de su patrimonio hasta 1296.
Nuevamente en el siglo XI se registran noticias de posesiones de monasterios aragoneses en Obanos, como las iglesias de Santo Tomás o San Lorenzo, al mismo tiempo que se cita el castillo que había en este lugar, en 1093, mencionado en un documento de Sancho Ramírez, rey de Aragón y de Pamplona. Pero también el Monasterio de Leyre poseía en 1098 la cuarta parte de los diezmos que recibía su iglesia de San Juan Bautista y el monasterio de Irache o los Hospitalarios de San Juan de Jerusalén poseían diversas heredades dentro del término municipal.
Antes del año 1122 existe como población al ser mencionada por Alfonso I el Batallador, rey de Aragón y Pamplona, cuando se crea la nueva población de Puente la Reina.
En Obanos, en el siglo XIII era el lugar más frecuente donde se reunieron los infanzones de Navarra en las Juntas de Infanzones de Obanos a la que dieron el nombre. Se trataba de amplia hermandad de las fuerzas sociales del reino de Navarra, en particular de la pequeña y media nobleza, frente a los posibles abusos de los monarcas. Sus miembros se agrupaban en cinco comarcas, Miluce, Arteaga, Irache, la Ribera y Obanos. Fue disuelta por los reyes Juana II y Felipe de Évreux. En su sello constaba el lema Pro libertate patria gens libera state (De pie la gente libre a favor de la libertad de la patria o Para que la patria sea libre que sus gentes sean libres).
En 1665 fue ascendido a la categoría de villa segregándose del ayuntamiento de Valdizarbe. Sin embargo no consiguió tener asiento en las Cortes de Navarra.

### Personajes ilustres de Obanos
De entre sus vecinos en los anales de la Historia destacan algunos como:
- Juan de Rada (Obanos, 1487-Jauja, 1541), perteneciente al linaje de los Rada originarios del solar situado en la villa y castillo de Rada que tras la Guerra de la Navarrería y la muerte de Lope Díaz de Rada en 1297, ven confiscados por la Corona navarra tal villa y castillo buscando sus descendientes otras salidas lejos de tales ambiciones políticas.[8] Nació en la actual casa de Daniel Menéndez Baena, en el Barrio de San Lorenzo, siendo hijo de Miguel Pérez de Rada y Catalina Díaz.[9]
- Juan de Azpilicueta, hermano de San Francisco Javier, casado con Juana de Arbizu, hija de Gonzalo de Arbizu, y conocido comúnmente como el Capitán Azpilicueta.[10][11]

## Demografía
Obanos cuenta con una población de 910 habitantes (INE 2024).
| Gráfica de evolución demográfica de Obanos entre 1842 y 2021                                                        |
| |
| Población de derecho según los censos de población del INE Población de hecho según los censos de población del INE |

## Cultura

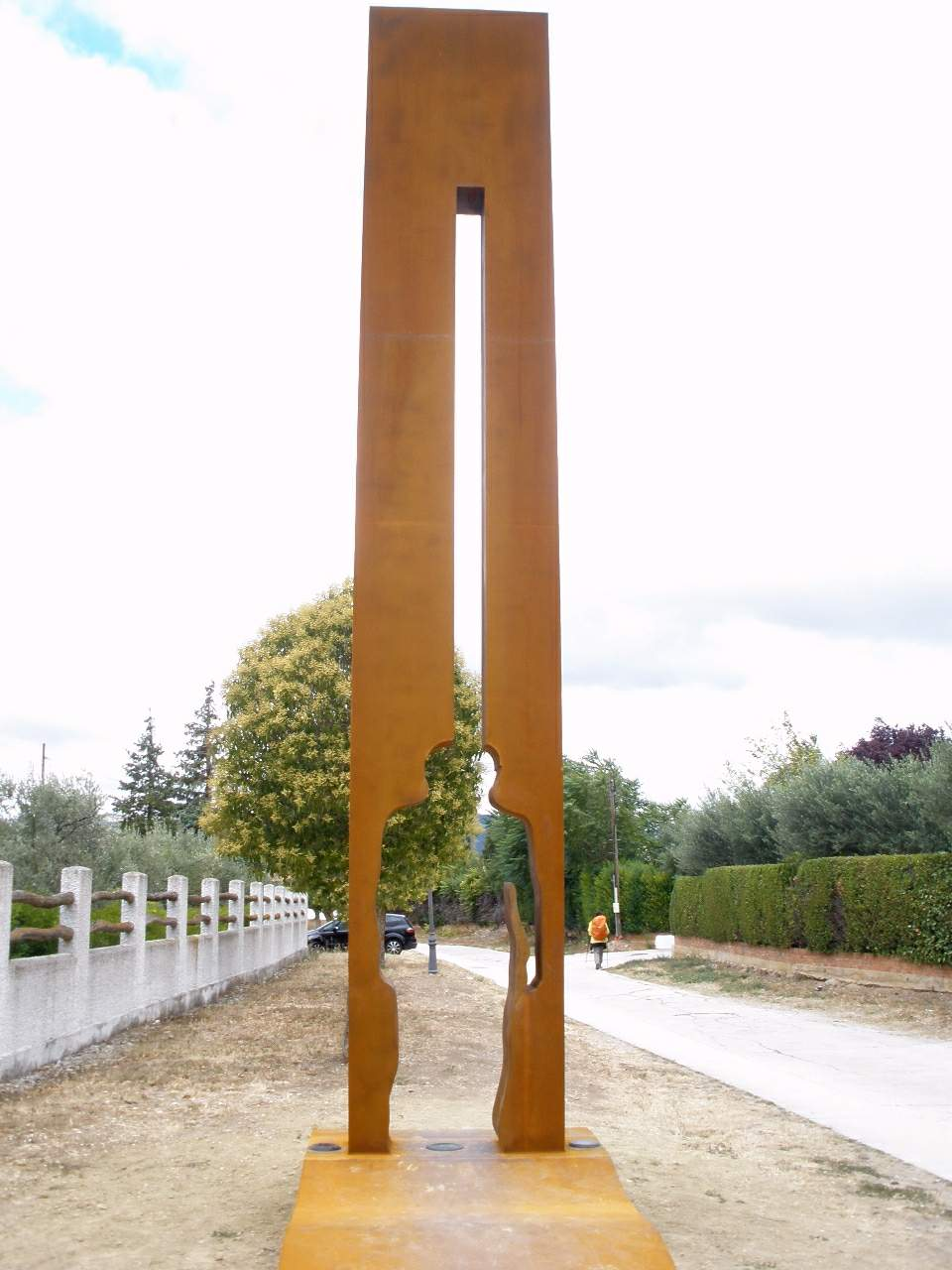
Confluencia de las rutas navarra y aragonesa del tradicional Camino francés de Santiago

A la salida de Obanos se encuentra la escultura "Un camino", obra de Patxi Alduna y Pepe L. Tazón, que sirve para señalar el punto donde se unen las dos vías del Camino de Santiago conocidas como Camino francés.

### Fiestas y eventos

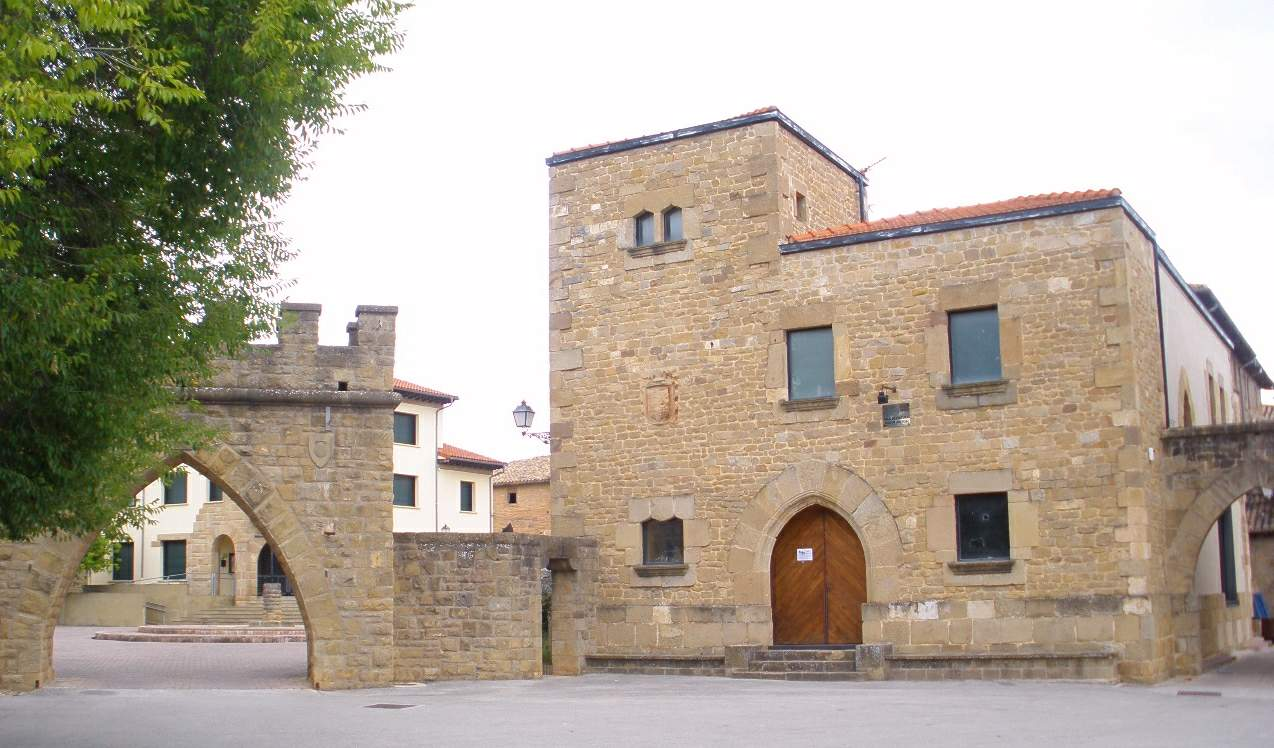
Casa de Cultura

En julio (sólo en los años pares), sus habitantes escenifican en su plaza mayor el Misterio de Obanos, una de las leyendas del Camino de Santiago, en que el príncipe Guillén o Guillermo de Aquitania asesinó a su hermana Felicia y posteriormente, tras arrepentirse, se quedó de ermitaño en la ermita de Arnotegui (tras ir y volver de Santiago de Compostela).
Y del 28 de agosto al 2 de septiembre son las fiestas en honor a San Juan Bautista patrono de Obanos.

### Deporte
Su equipo de fútbol, haciendo honor a los Infanzones de Obanos se llama SCD Infanzones, que actualmente está en primera autonómica, su campo es Gazolaz que está en el centro del pueblo.
En la temporada 2008-2009 el equipo consigue el ascenso a Regional preferente tras una buena temporada. Consiguiéndose también el triunfo de la Liga de Campeones de Primera Regional.